# Wehrkirche Prittriching

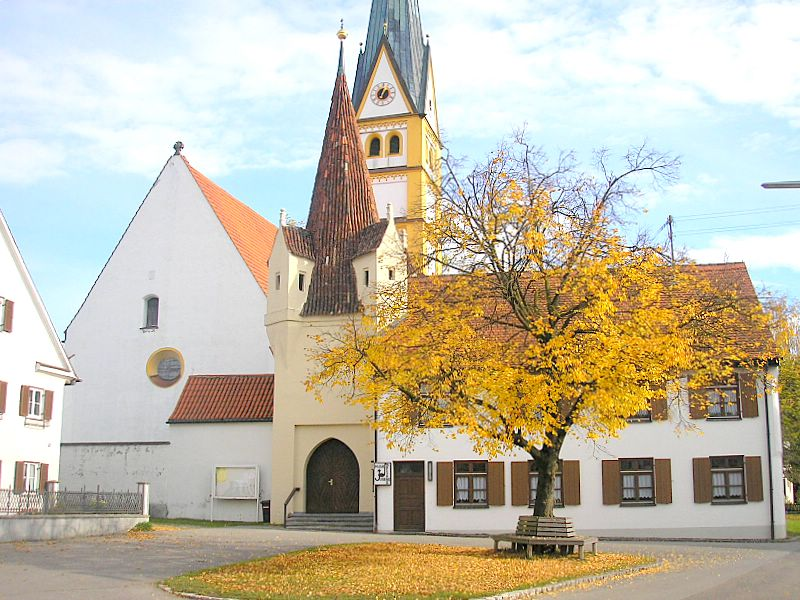
Frauenkirche in Prittriching

Die römisch-katholische Filialkirche Unsere Liebe Frau (Frauenkirche) in Prittriching ist eine ehemalige Wehrkirche im Landkreis Landsberg am Lech.

## Geschichte
Eine erste urkundliche Erwähnung Prittrichings geht auf das Jahr 1096 zurück. Brigirchinga wurde damals in einem Güterbeschreibung der Domdekanei Augsburg verzeichnet. Wie die beiden katholischen Kirchen im Ort noch heute zeigen, bestand das Dorf ursprünglich aus zwei Ansiedlungen, dem Ober- (Sankt Peter und Paul) und dem Unterdorf (Frauenkirche).
Während der zweiten Hälfte des 15. Jahrhunderts wurde die Pfarrkirche St. Peter und Paul im spätgotischen Stil als Saalbau mit eingezogenem Polygonalchor neu errichtet. Zu dieser Zeit entstand auch die Kirche Unserer Lieben Frau mit ganz ähnlicher baulicher Grundkonzeption neu. Die Frauenkirche erhielt zusätzlich eine Friedhofsbefestigung mit Schießscharten, Zinnen und U-förmigem Schalenturm. Der Zugang wurde durch einen aufwendigen Torturm, dem Spatzenturm, gesichert, dessen Zugang sich nach Westen, zur Hauptstraße hin, öffnete.

## Baubeschreibung
Die Kirche ist in der Denkmalliste für Prittriching beim Bayerischen Landesamt für Denkmalpflege folgendermaßen gelistet:
- Katholische Filialkirche Unsere Liebe Frau: Saalbau mit eingezogenem Polygonalchor und Chorflankenturm, 2. Hälfte 15. Jahrhundert, barockisiert im späten 17. Jahrhundert und um 1730/40; mit Ausstattung
- Ehemalige Friedhofsbefestigung mit Torturm, sogenannter Spatzenturm, mit vier Dacherkern und Spitzhelm, anschließend auf der West- und Nordseite hohe Mauer mit Schalenturm, 2. Hälfte 15. Jahrhundert
- Ehemalige Friedhofsmauer, auf der Nord-, Ost- und Südseite niedrige Mauer mit Deckziegeln, 17./18. Jahrhundert
- Kerkerkapelle, kleiner rechtwinkliger Satteldachbau in der Ecke von Torturm und westlicher Friedhofsmauer, 1739; mit Ausstattung